# Kenderson Navarro
Kenderson Alessandro Navarro Hernández (ur. 25 lutego 2002 w Cuilapie) – gwatemalski piłkarz występujący na pozycji bramkarza, reprezentant Gwatemali, od 2023 roku zawodnik Municipalu.